# Estació de Ciutat Arts i Ciències-Justícia
L'estació de Ciutat Arts i Ciències-Justícia és una estació de ferrocarril localitzada al barri de la Ciutat de les Arts i les Ciències de València i que forma part de la línia 10 de l'operador Metrovalència. L'estació pertany a la zona tarifària A de Ferrocarrils de la Generalitat Valenciana (FGV) i l'Autoritat de Transport Metropolità de València (ATMV). L'adreça oficial de l'estació és el carrer d'Antonio Ferrandis.

## Història

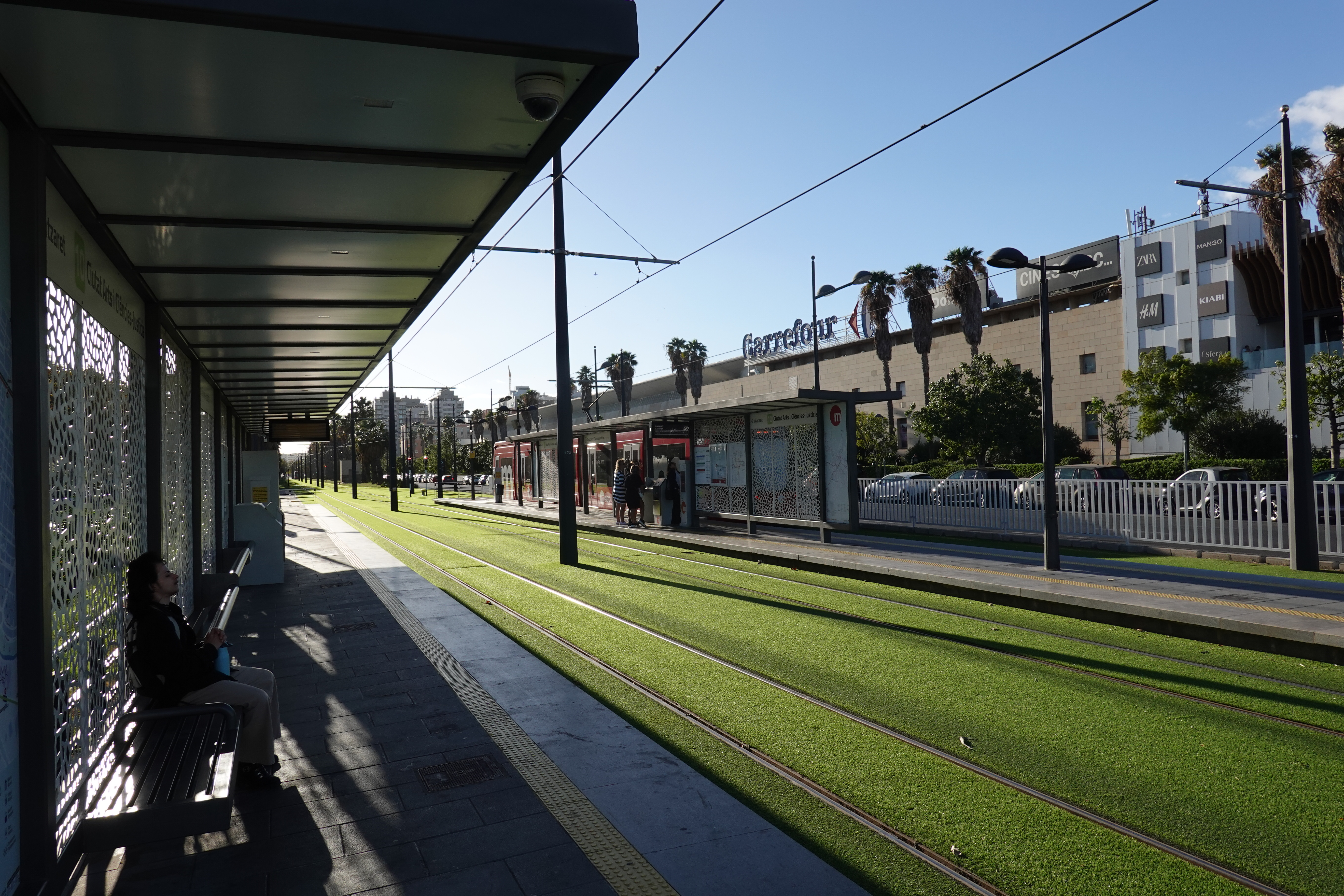
Panorama de l'estació (2023)

La construcció de l'estació va començar el 2007, però es va paralitzar junt amb la línia 10 a causa de la crisi econòmica l'any 2011. En 2011 es van paralitzar les obres per falta de fons, amb l'estació del Mercat Central acabada i la part subterrània del tram entre Alacant i Natzaret parcialment completada. Les obres de la línia es van reprendre el 2019 L'estació fou inaugurada, juntament amb la línia, el 17 de maig de 2022.

## Distribució

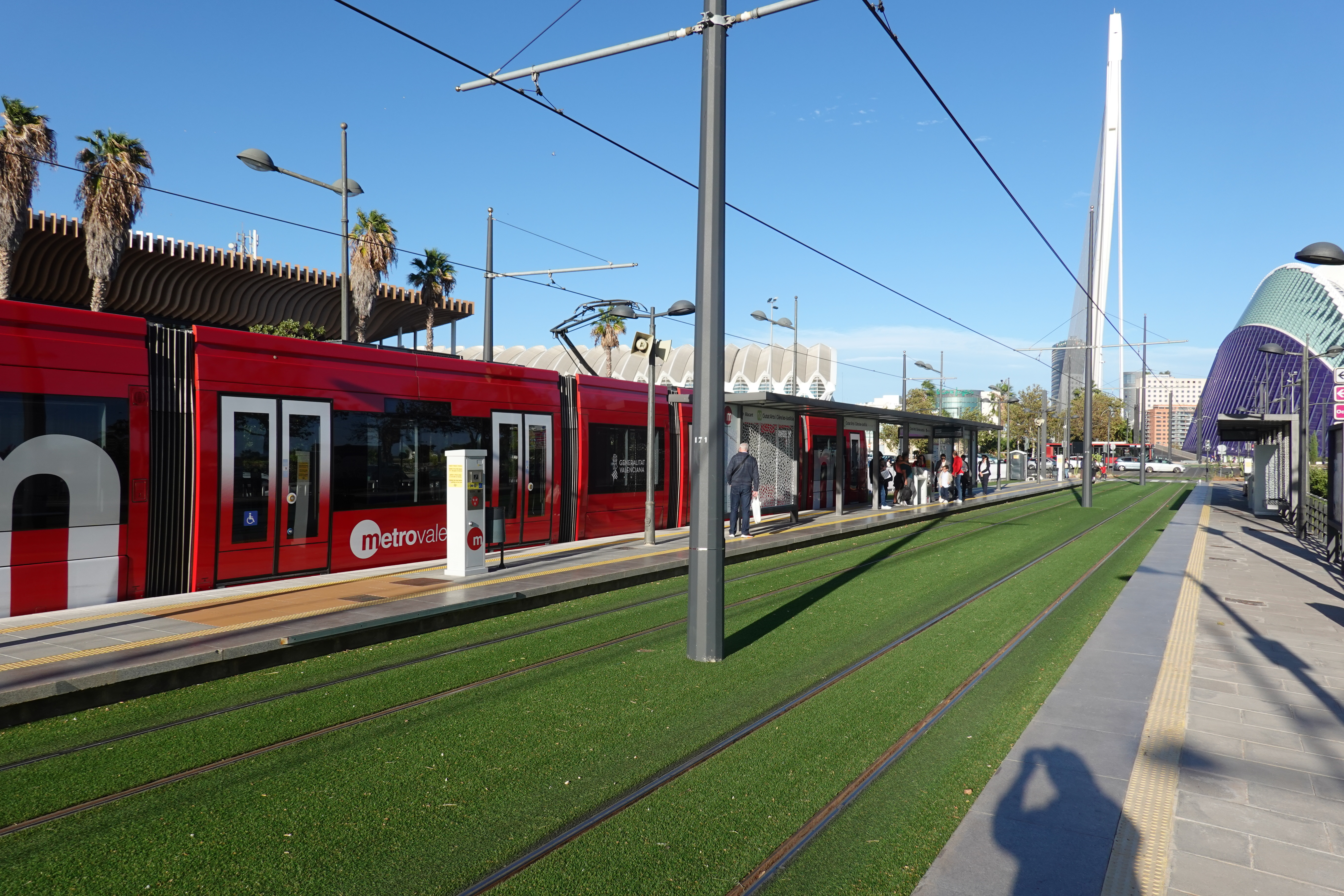
Unitat 4200 a la via morta (2023)

La morfologia de l'estació, en superfície, és de tres vies (una d'elles morta que serveix només d'arribada a les unitats amb destinació "Ciutat Arts i Ciències-Justícia" i les altres dos amb destinació "Alacant" i "Natzaret") amb dues plataformes (una central i altra lateral) i tres andanes. Les andanes no disposen de mampares de seguretat. L'estació disposa d'accessibilitat per a persones amb discapacitat física, visual i auditiva.
L'estació és de lliure accés en ser en superfície. S'hi troba al carrer d'Antoni Ferrandis, al costat del centre comercial El Saler. L'estació connecta amb la línia 99 d'autobús urbà de l'Empresa Municipal de Transports de València (EMT).

### Línies
| Procedència/Destinació | <               | Línia | >            | Procedència/Destinació |
| ---------------------- | --------------- | ----- | ------------ | ---------------------- |
| Alacant                | Quatre Carreres | ...   | Oceanogràfic | Natzaret               |